# Гарячка денге
Гарячка де́нге (часто просто денге, англ. dengue fever, breakbonefever, seven day fever, костоломна гарячка, суглобова гарячка, гарячка жирафів, п'ятиденна гарячка, семиденна гарячка, фінікова хвороба) — гостра інфекційна хвороба, яка схильна до епідемічного поширення та перебігає з гарячкою, інтоксикацією, міалгією, артралгією, екзантемою, лімфаденопатією, лейкопенією, іноді — з тромбогеморагічним синдромом (денге-васкулопатія). Денге відносять до арбовірусних хвороб, трансмісивних зоонозів.
Нині ВООЗ вважає необхідним виділяти гарячку денге (класичну) і тяжку гарячку денге, відносячи до останньої геморагічну гарячку денге і шоковий синдром. Легкість зараження людей, швидкість поширення, тяжкий перебіг, висока летальність — особливості, які дозволяють віднести гарячку денге до тих інфекційних захворювань, які виявили здатність чинити серйозний вплив на здоров'я населення, можуть швидко поширюватися в міжнародних масштабах та увійшли до переліку подій, які можуть зумовлювати надзвичайну ситуацію в галузі охорони здоров'я. Гарячку денге відносять до тих хвороб, що їх регулюють сучасні Міжнародні медико-санітарні правила 2005 року.
Збудника гарячки денге віднесено до тих біологічних агентів, які офіційно визнано чинниками біологічної зброї

## Історичні відомості

### Рання історія
Гарячку денге, як окрему хворобу, було помічено багато років тому. У китайській медичній енциклопедії, написаної за часів династії Цзінь, є начебто припис про людину, яка, ймовірно, мала гарячку денге. У книзі хворобу названо «водною отрутою», виникнення якої, однак, пов'язали з літаючими комахами. Однак є свідчення, що перший опис гарячки денге був зроблений значно пізніше, в 992 році, теж у китайській медичній енциклопедії, але за часів династії Сун у період Північної Сун.

### Гарячка денге у XVII—XIX століттях
Епідемії гарячки, яка нагадує денге, були відзначені у Французькій Вест-Індії у 1635 р. і в Панамі у 1699 р. У 1771 р. Хосе Сабатер, лікар військового госпіталю у Сан-Хуані, Пуерто-Рико, рекомендував лікування гарячки денге, яку він називав «костоломною гарячкою», невеликою кількістю рому.
Вважають, що не менше, ніж три епідемії гарячки денге мали місце наприкінці XVIII століття. Дві з цих епідемій хвороби з симптомами, що дуже нагадували такі у сучасному клінічному перебігу гарячки денге, відбулися у 1779 р. — одна в Каїрі, друга у Батавії у голландській Ост-Індії (нині Індонезія), про яку повідомив голландський лікар Давід Білон.
Сама назва «гарячка денге» була вперше використана Бенджаміном Рашем, лікарем і одним із «батьків-засновників» США. У 1789 р. Раш використав цю назву у звіті про третю епідемію гарячки денге XVIII ст., яка виникла у Філадельфії у 1780 році. Під час самої епідемії Раш користувався іншою назвою «жовчна ремітентна (та, що послаблює) гарячка». Раш вперше докладно описав усі прояви цієї хвороби.
У листі, написаному у 1801 р. іспанською королевою Марією Луїзою Бурбон-Пармською під час її видужання після гарячки денге, було сказано: «Я відчуваю себе краще, тому що пройшло те, що мені було холодно навіть в одежі, що називають денге, вчора у мене була кровотеча, мені було незручно, тому що я не могла розмовляти, бо боліло горло».
У 1818 р. відбулась серйозна епідемія денге в Перу — 50 тисяч людей захворіли. Про пандемію гарячки денге заговорили між 1827 —1828 рр., коли хвороба охопила Віргінські острови, Ямайку, Кубу, Венесуелу, США, Мексику та Бразилію.

### Гарячка денге у ХХ столітті
У 1906 —1907 рр. австралійський натураліст Томас Лейн Бенкрофт визначив комара Aedes aegypti як носія гарячки денге і зробив висновок, що хворобу спричинює мікроорганізм, відмінний від бактерії й найпростішого.
Під час Другої світової війни флавівірус — збудника денге виділили і культивували незалежно одне від одного японські лікарі Сусуму Хотта і Рен Кімура в Японії (1943 р.) та американський мікробіолог Альберт Себін у Калькутті (1944 р.) з крові хворих солдат. Потім стало відомо, що існує 4 різні генотипи вірусу денге.
Гарячка денге почала поширюватися набагато більше під час і після Другої світової війни. Вважають, що це сталося через те, що війна внесла різноманітні зміни у довкілля. Різні типи вірусу денге також поширювалися у нових регіонах. Є думка, що це напряму пов'язано із формуванням різних генотипів вірусу денге.
Найбільше широке поширення гарячки денге наприкінці ХХ ст. пов'язують з появою геморагічних проявів. Вперше епідемія геморагічної гарячки денге відмічена у 1953 р. в столиці Філіппін Манілі. Епідеміологами зроблена була модель поширення хвороби, яка підтвердила думку, що перебіг із геморагічним компонентом є основою поширення гарячки денге в світі. Нині кожного року відбуваються епідемії денге, а раз на три роки — епідемії гарячки денге з геморагічними проявами.

### Спалахи гарячки денге в світі у XXI столітті
Гарячка денге все більше поширюється в усьому світі. У 2010 р. на гарячку денге хворіли в 30 разів частіше, ніж у 1960 р. Кілька чинників, як вважають, призводять до зростання захворюваності на денге. Все більше людей живуть у містах. Населення світу зростає. Все більше людей подорожують між країнами. Також припускають, що глобальне потепління грає роль в збільшенні захворюваності на денге.
Денге виникає у людей найчастіше біля екватору. 2,5 мільярди живуть в районах, де нині зустрічається гарячка денге. 70 % цих людей проживають в Азії й Тихоокеанському регіоні. У Сполучених Штатах Америки від 2,9 % до 8 % людей, які повернулися з подорожі до регіонів, де траплялася гарячка денге, були інфіковані вірусом денге під час подорожі. У цій групі мандрівників гарячка денге є другою найбільш поширеною інфекцією, яку діагностують, після малярії, тобто становить одну з серйозних проблем медицини подорожей.
12 листопада 2015 року єгипетська медична влада сповістила ВООЗ про епідемію гарячки денге, яка відбулась протягом жовтня 2015 року. Загалом у районі Дейрут було госпіталізовано 253 хворих. Про летальні випадки не повідомлено.
Станом на 1 березня 2016 року влада Уругваю оголосила про спалах у країні гарячки денге. На цей період виявлено 570 захворілих. Найбільшу кількість хворих зареєстровано у департаменті Монтевідео (59 %).
Протягом періоду від 5 серпня до 12 листопада 2016 року в столиці Буркіна-Фасо Уагадугу відбулись 1266 випадків гарячки денге, з яких 1061 було підтверджено за допомогою швидких імуногістохімічних тестів. Зареєстровано 15 смертей (1,2 %). Частина взятої для дослідження крові відправлена до референс-лабораторії в Дакарі, де у наданих взірцях виявлено вірус денге 2-го генотипу. Місцеві органи охорони здоров'я провели необхідні протиепідемічні заходи.
19 липня 2017 року ВООЗ повідомила, що протягом періоду з 1 січня по 7 липня 2017 року в Шрі-Ланка відбувся спалах цієї хвороби, захворіло 80 732 осіб, померло з них 215. Кількість захворілих в 4,3 рази перевищила сумарну захворюваність на денге у цій країні за період 2010—2016 років.
4 серпня 2017 року ВООЗ повідомила про спалах хвороби в Кот-д'Івуарі. Починаючи з 22 квітня 2017 року в країні було зареєстровано 623 випадки хвороби за наявності 2 смертей.
6 листопада 2017 року ВООЗ повідомила про спалах хвороби в Буркіна-Фасо. Починаючи з 6 серпня 2017 року зафіксовано 6699 випадків, зокрема 13 закінчилися смертю. Виявлено три серотипи вірусу в порядку зменшення кількості у захворілих: DENV-2, DENV-3 і DENV-1. Захворювання виявлені у 12 з 13 медичних регіонів країни, найбільшу — у центральному регіоні.
23 квітня 2020 року ВООЗ сповістила, що у французькому острівному департаменті Майотта з липня 2019 року відбулася епідемія гарячки денге, внаслідок якої захворіло 3533 мешканців, з яких 16 померло. Епідемію спричинив 1-й (DEN1) серотип вірусу.
14 грудня 2021 року повідомлено, що у Пакистані з вересня по грудень 2019 року тривала епідемія, в яку захворіло 53498 осіб, а 95 з них померло. Відзначено, що у 2021 році у 5 провінціях країна триває нова епідемія, з 1 січня по 25 листопада зареєстровано 48906 випадків хвороби, з них 183 закінчилися смертю пацієнтів — летальність склала 0,4 %.
Упродовж 2019—2020 років у Південно-Східній Азії сталася велика епідемія хвороби, при якій захворіло більше 6 млн осіб і померло близько 4 тисяч. При цьому відзначено збільшення випадків хвороби й у Південній Америці.
Станом на 30 квітня 2024 року ВООЗ повідомила про понад 7,6 млн випадків гарячки денге у 2024 році, включаючи 3,4 млн підтверджених випадків, понад 16 000 тяжких випадків і понад 3000 смертей. Хоча за останні п’ять років у всьому світі було зареєстровано значне зростання випадків цієї хвороби, це особливо помітне у регіоні ВООЗ обох Америк, де на кінець квітня 2024 року кількість випадків вже досягла 7 млн, перевищивши річний показник 4,6 млн випадків за 2023 рік. Наразі у 2024 році відомо про активну передачу гарччки денге в 90 країнах, і не всі з них були зафіксовані в офіційних звітах. Крім того, багато ендемічних країн не мають ефективних механізмів виявлення та звітності, тому справжній тягар денге в усьому світі недооцінюється.

## Глобальний тягар гарячки денге
За останні роки захворюваність на гарячку денге в світі значно зросла. Натепер більше 2,5 мільярдів людей — більше ніж 40 % населення земної кулі — піддається ризику захворіти на гарячку денге. Згідно з останніми оцінками ВООЗ щорічно в світі відбувається 100 —400 млн випадків інфікування денге, щорічно 500 тис. осіб із тяжкою денге потребує госпіталізації, причому значну частку від цього числа складають діти. Приблизно 2,5 % хворих на гарячку денге помирає.
До 1970 р. епідемії тяжкої денге відзначені були лише у 9 країнах. На сьогодні хвороба вже є ендемічною більше ніж у 100 країнах Африки, Америки, Східного Середземномор'я і острівної Західної частини Тихого океану. Найбільший рівень захворюваності реєструють в Америці, Південно-Східній Азії й острівної Західної частини Тихого океану. У 2008 р. саме там було виявлено більше ніж 1,2 млн випадків денге, а у 2010 р. більше ніж 2,3 млн (згідно з офіційними даними, які представлені до ВООЗ державами—членами). За останній час число зареєстрованих випадків продовжує зростати. З 2000 р. принаймні у 8 районах, у яких раніше не було поширення денге, її спалахи були зареєстровані, включаючи Непал, Бутан, Макао, Гонконг, Мадагаскар, Галапагоські острови, острів Пасхи і Гаваї.
По мірі поширення хвороби в нові регіони не тільки росте число випадків хвороби, але й відбуваються вибухові спалахи її. Натепер загроза спалахів денге існує і в Європі. У 2010 р. місцеву передачу денге була вперше зареєстровано у Франції та Хорватії, а завезені випадки відбулися ще в трьох інших європейських державах. У період спалаху денге у 2012 р. на островах Мадейра (Португалія), відбулось 1 800 випадків захворювання, а завезені випадки були виявлені ще в п'яти інших країнах Європи.
Денге є найбільш поширеним вірусним захворюванням, яке передають членистоногі. Денге, за оцінками, несе тягар захворювання у розмірі близько 1 600 втрачених років життя на 1 млн населення з поправкою на тривалість інвалідності. Це приблизно такий самий тягар захворювання, що його спричинюють туберкульоз, «дитячі» та тропічні хвороби разом. Гарячку денге вважають другою за значущістю тропічною хворобою після малярії. ВООЗ відносить денге до 16 так званих забутих тропічних хвороб (це означає, що денге не сприймають настільки серйозно, як належало б).

## Походження назви хвороби
Наразі невідомо, яка етимологія слова «денге». Існує думка, що воно йде з суахільскої фрази Кі—дінга—попо (ki—dinga—popo). Ця фраза перекладається, як «хвороба, що породжена злим духом». Раби з Центральної Африки, що потрапили до Вест —Індії, врешті решт під впливом панівної тут іспанської мови звели все до одного слова шляхом dinga — dingee — dengue.
Є припущення, що назва «денге» походить від ісп. denegué — відхилений, вичурний, що начебто характеризує своєрідну ходу хворого, а вже потім це слово було спотворено до сучасного «dengue». Також існує версія, що «dengue» — це було від початку автохтонне жаргонне слово мешканців нетрів Гавани, що означало «ходу п'яної людини».
Певний час вважали, що на Сент-Томасі у Вест-Індії про рабів, хворих на гарячку денге, самі ж негри говорили, що вони стоять і ходять, наче англійські модники «денді» (англ. dandy). Через це, хворобу також начебто називали ще й «гарячкою денді», а потім спотворили первинну назву до «денге», однак цю версію більшість дослідників нині вважає помилковою.
Термін «гарячка денге» набув широкого використання лише після 1828 р. До цього були поширені в різних регіонах різні назви. Наприклад, гарячку денге також називали «гарячкою розбитого серця». Інші назви також використовувалися для тяжкої гарячки денге: наприклад, «інфекційна тромбоцитопенічна пурпура», «філіппінська», «тайська» та «сінгапурська геморагічна гарячка».

## Етіологія

### Класифікаційна приналежність
Вірус денге належить до роду Flavivirus, родини Flaviviridae. До цієї родини також відносять інші віруси, які породжують захворювання у людей — жовтої гарячки, гарячки Західного Нілу, каліфорнійського енцефаліту, японського енцефаліту, кліщового енцефаліту, хвороби К'ясанурського лісу та омської геморагічної гарячки. Вони належать до екологічної групи арбовірусів — поширюються комахами.

### Загальні властивості
Віруси денге мають РНК, двошарову ліпідну оболонку з фосфоліпідів і холестеролу, розміри віріона 40—45 нм у діаметрі. Інактивуються при обробці протеолітичними ферментами і при прогріванні вище 60 °C, ультрафіолетовим опромінюванням. Розмножуються на культурах тканин і клітинах нирок мавп, хом'яків тощо. У сироватці крові хворих вірус зберігається при кімнатній температурі до 2 міс., а висушений — до 5 років.

### Генна структура
Геном вірусів денге кодує:
- три структурних білки:

капсидний протеїн С;
мембранний протеїн М;
оболонковий протеїн Е;
- сім неструктурних білків — NS1, NS2a, NS2b, NS3, NS4A, NS4B, NS5.

### Типи вірусу
Існує чотири різних типи (їх нерідко ще називають генотипами) вірусу денге — DEN (або DENV чи DV) 1—4. Різні типи мають однакову морфологію й геном, однак, кожен тип має ще свої, відмінні від інших типів, антигени. Крім того у кожного з типів вирізняють по декілька різних серотипів. Якщо DEN 1, 3 і 4 мають 50 % гомологічність генома з іншими флавівірусами, то DEN 2 — 65—75 %, що, можливо, обумовлює при зараженні цим типом частіші геморагічні зрушення, як це відбувається при жовтій гарячці. Разом із цим, можливо саме такі властивості DEN 2 і пояснюють відсутність в Азії випадків жовтої гарячки.

## Епідеміологічні особливості

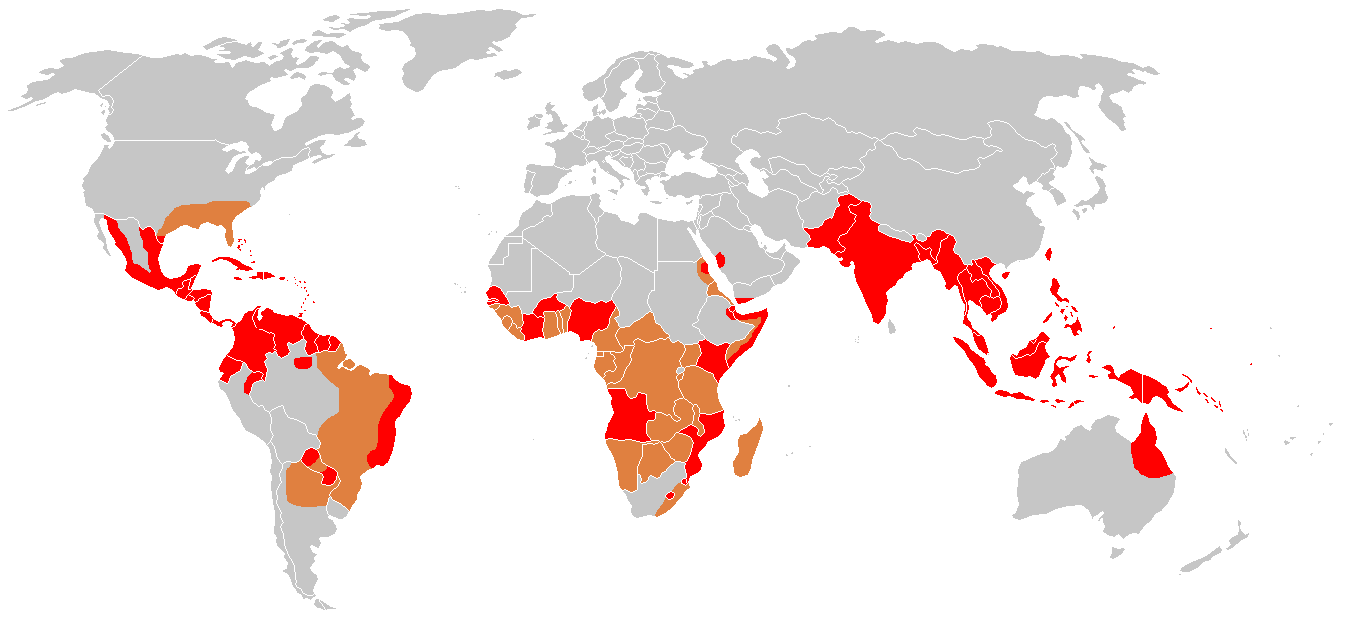
Карта світового поширення гарячки денге. Червоним позначені регіони, в яких реєстрували або реєструють геморагічну гарячку денге.

### Джерело та резервуар інфекції
Джерелом інфекції є хворі люди, мавпи. Резервуаром інфекції є комарі роду Aedes та підроду Stegomyia, можливо і кажани.
Гарячка денге поширена більш ніж у 110 країнах. Вважають, що DEN-2 є тим типом, якій значно поширений у Південно-Східній Азії і може бути причиною того, що там не трапляється жовта гарячка, до якої формується перехресний імунітет саме через поширеність гарячки денге. DEN-3 превалює у Карибському басейні, DEN-1 — на островах Тихого океану (Гаваї, Маршаллові Острови), DEN-4 — у Південній Америці, переважно у Бразилії.
Епідеміологічно розрізняють так звану епідемічну і гіперендемічну циркуляцію денге.

##### Епідемічна циркуляція
Епідемічна циркуляція денге відбувається тоді, коли тільки один штам одного типу денге поширюється на певній території. У той час, коли на цій території збільшується кількість комарів й сприйнятливих людей, то й відбувається епідемія. Така модель реалізується у деяких регіонах Африки, Південної Америки, Азії, де вірус знову з'явився, малих острівних державах. Мандрівники в цих областях піддаються підвищеному ризику зараження гарячкою денге тільки у ці періоди епідемічної передачі.

##### Гіперендемічна циркуляція
Характеризується безперервною циркуляцією одразу декількох типів вірусу на території, де мешкає велика кількість сприйнятливих осіб і багато популяцій комарів (з або без сезонних коливань їхньої чисельності). Це домінуюча модель глобальної передачі денге. У таких місцях із віком збільшується кількість імунних людей, що призводить до того, що первинні захворювання відбуваються у дітей і приїжджих, але наявність циркуляції декількох типів вірусу призводить до ризику виникнення денге у вигляді геморагічної гарячки (денге-васкулопатії). Мандрівники на цих територіях мають більше шансів заразитися, ніж при поїздках у райони, в яких відбувається тільки епідемічна циркуляція.

### Механізм передачі та шляхи, що його реалізують

##### Природний шлях зараження
Генетичні дослідження штамів денге припускають, що всі типи вірусу денге походять від спільного предка у популяціях приматів близько 1 000 років тому, і всі вони були обмежені лісовими циклами циркуляції збудника — від комарів роду Aedes до приматів. Регіон поширення був обмежений Африкою та Азією. Практично тоді передача інфекції до людей не відбувалася. DEN 1—4 стали передаватися людині й сформували міські цикли передачі інфекції десь 500 років тому. Нині цикли передачі включають практично тільки циркуляцію збудника між комарами і людьми, зберігається й вертикальна передача у комарів.
Вірус денге передається людям комарами роду Aedes, зокрема видами Aedes aegypti і Aedes albopictus через укус — трансмісивним механізмом передачі інфекції. Ці комарі звичайно живуть між 35° північної і 35° південної широти, у місцевостях нижче 1000 м над рівнем моря. Кусають вони зазвичай удень, піковий час їх укусів припадає на ранній ранок і вечір перед заходом сонця, на відміну від комарів роду Anopheles, які переносять малярію й кусають вночі. Найчастіше вірус денге поширюють комари виду Aedes aegypti. Це пояснюють тим, що цей вид воліє жити поруч із людьми і живитися на людях, а не на тваринах. Цей вид відкладає яйця в будь-які ємності з водою, навіть у вдавленнях ґрунту — людських слідах, що знаходяться поблизу від людських помешкань, і які саме й використовують люди. Укуси цього виду комарів маловідчутні для людей. Якщо комара потурбувати під час кровосмоктання, він не закінчує живлення, але обов'язково повертається багато разів, що робить його ефективним переносником денге. Людина може заразитися з одного укусу. За кожен свій період живлення самка Aedes aegypti ще й кусає велику кількість людей. Aedes albopictus, другий за значимістю переносник денге в Азії, поширився у Північну Америку і Європу, в значній мірі, в результаті міжнародної торгівлі старими шинами (які є середовищем його розмноження) і руху товарів (наприклад, декоративного бамбука). Aedes albopictus легко адаптуються до нового середовища і тому можуть виживати в більш холодних районах Європи. Причинами їх поширення є толерантність до температур нижче нуля, гібернація і здатність ховатися в маленьких схованках.

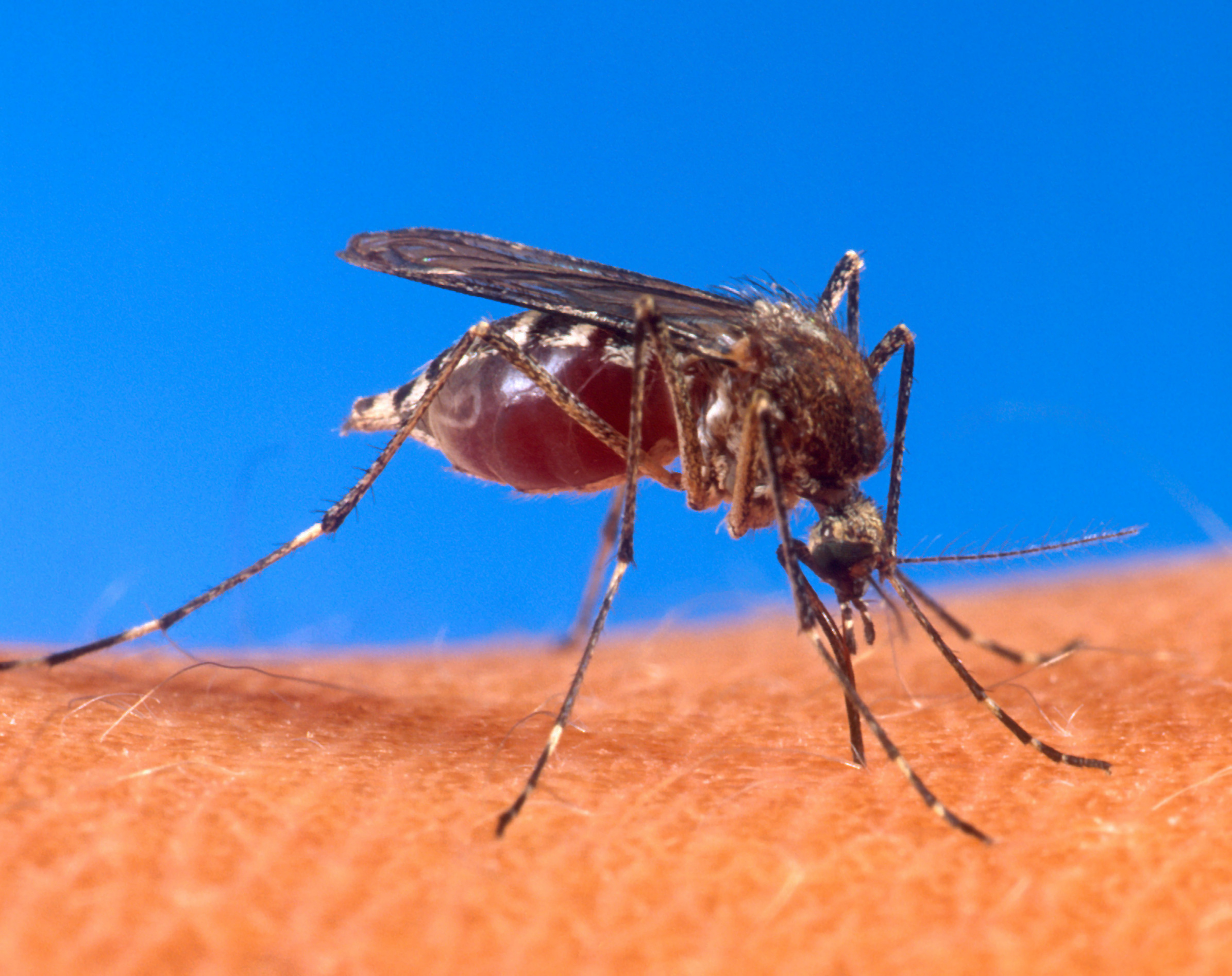
Комар виду Aedes aegypti живиться на людині

Спочатку вірус розмножується у клітинах епітелію кишки Aedes. Через 8—10 днів вірус потрапляє до слинних залоз. З цього моменту комар є заразним для людини. Зберігає він свою заразність до 65 днів. Вірус ніяк не впливає на заражених комарів, залишаючись у їхньому організмі до кінця життя та передаючись їхнім нащадкам вертикальним шляхом. Яйця Aedes витримують висихання до 1 року, швидко гинуть при температурі 10 °C і нижче.

##### Штучні шляхи зараження
Вірус денге здатний поширюватися через інфіковану кров і при трансплантації органів. У деяких країнах (наприклад, Сінгапурі) від 1,6 до 6 переливань крові на кожні 10 000 є причиною зараження гарячкою денге. Вірус денге також може передаватися від матері до дитини під час вагітності або при пологах, як це буває і при малярії. Іншими механізмами денге зазвичай не передається.

### Сприйнятливий контингент та імунітет
Немовлята і маленькі діти з гарячкою денге є категорією ризику захворювання на денге. Діти мають більше шансів серйозно захворіти, якщо вони добре харчуються і здорові. (Це відрізняється від багатьох інших інфекцій, які, як правило, гірше перебігають, у дітей, що недоїдають, нездорові або погано харчуються). Жінки мають більше шансів серйозно захворіти, ніж чоловіки. Гарячка денге може бути небезпечною для життя у людей з хронічними хворобами, такими як цукровий діабет і бронхіальна астма. Після перенесеного захворювання імунітет триває близько 2 років, проте він генотипоспецифічний, можливі повторні захворювання навіть у той же сезон (через 2—3 місяці) за рахунок зараження іншим генотипом.

## Патогенез

### Загальні зміни
Вірус проникає в організм через шкіру при укусі людини зараженим комаром. На місці вхідних воріт інфекції через 3—5 днів виникає обмежене запалення, де відбувається розмноження і накопичення вірусу в інкубаційному періоді. Реплікація вірусу відбувається у клітинах—мішенях системи мононуклеарних фагоцитів (СМФ), таких, як самі фагоцити, дендритні клітини, гепатоцити (клітини печінки) та ендотеліальні клітини. В останні 12 годин інкубації відбувається проникнення вірусу в кров. Вірусемія триває до 3—5-го дня гарячкового періоду. Денге може перебігати у класичній і тяжкій формах. Суворої залежності між генотипом вірусу і клінічним перебігом не відзначено. Вірус денге спричиняє серйозну токсичну дію, з якою пов'язують дегенеративні зміни у печінці, нирках, міокарді. Ураження печінки призводить до зниження факторів згортання крові.

### Особливості тяжкої гарячки денге
Встановлено, що тяжку денге (геморагічні прояви, шоковий синдром) можуть спричиняти усі 4 генотипи вірусу денге. У патогенезі тяжкого захворювання особливо важливу роль відіграє початкове потрапляння до організму людини генотипів 1, 3 або 4, за яким через кілька років слідує й генотип 2. У розвитку геморагічних пошкоджень особливе значення мають імунологічні фактори. Посилене накопичення генотипу 2 відбувається у клітинах СМФ у присутності субнейтралізуючих концентрацій перехресних гетеротипових антитіл до флавовірусів. Комплекси вірус—антитіло приєднуються, а потім входять до мононуклеарних фагоцитів за допомогою Fc-рецепторів. Активна реплікація вірусу в цих клітинах може призводити до серії вторинних реакцій (активація комплементу, калікреїн—кінінової системи тощо) і до розвитку тромбогеморагічного синдрому. Таким чином, геморагічні прояви виникають в результаті повторного інфікування місцевих жителів, які вже хворіли на класичну форму денге, або при первинному інфікуванні новонароджених, які отримали антитіла від перехворілої колись матері. Інтервал між первинним (сенсибілізуючим) і повторним (вирішальним) зараженням може коливатися від 3 міс до 5 років. При первинній інфекції будь-яким генотипом вірусу виникає класична форма денге. Ті особи, які вперше приїжджають до ендемічного осередку, захворюють тільки на класичну форму денге.

### Зміни при тяжкому перебігу денге з геморагічним синдромом
При цьому уражаються переважно дрібні кровоносні судини (ось чому пропонують назву цього стану — «денге-васкулопатія»), де виявляють набухання ендотелію, периваскулярний набряк і інфільтрація мононуклеарами. Підвищення проникності кровоносних судин призводить до зменшення об'єму плазми, що циркулює, аноксії тканин, метаболічного ацидозу. З ураженням більших за діаметром кровоносних судин і порушенням агрегатного стану крові пов'язують і розвиток генералізованих геморагічних явищ із появою синдрому дисемінованого внутрішньосудинного згортання (ДВЗ-синдром). У більш тяжких випадках виникають множинні крововиливи в ендокард й перикард, плевру, очеревину, слизову оболонку шлунка і кишечника, у тканини головного мозку. У осіб із смертельним денге значний рівень запалення був виявлений у понад 90 % гепатоцитів і клітин Купфера з мінімальною продукцією цитокінів (фактор некрозу пухлини-альфа, інтерлейкін-2). Це схоже на те, що відбувається при летальних випадках жовтої гарячки та інших геморагічних гарячок.

## Клінічні прояви

Зображення з симптомами гарячки денге.

### Класифікація
У 2012 р. ВООЗ класифікувала гарячку денге на дві форми: класичну і тяжку. Хоча класифікацію денге було офіційно змінено, більш давню класифікацію з виділенням геморагічної форми та шокового синдрому часто продовжують використовувати і до сих пір.
У МКХ-10 (яка була введена до вжитку у медицині у 1993 році) виділяють:
- гарячка денге (класичне денге) А90;
- геморагічна гарячка денге А91.

### Загальна симптоматика

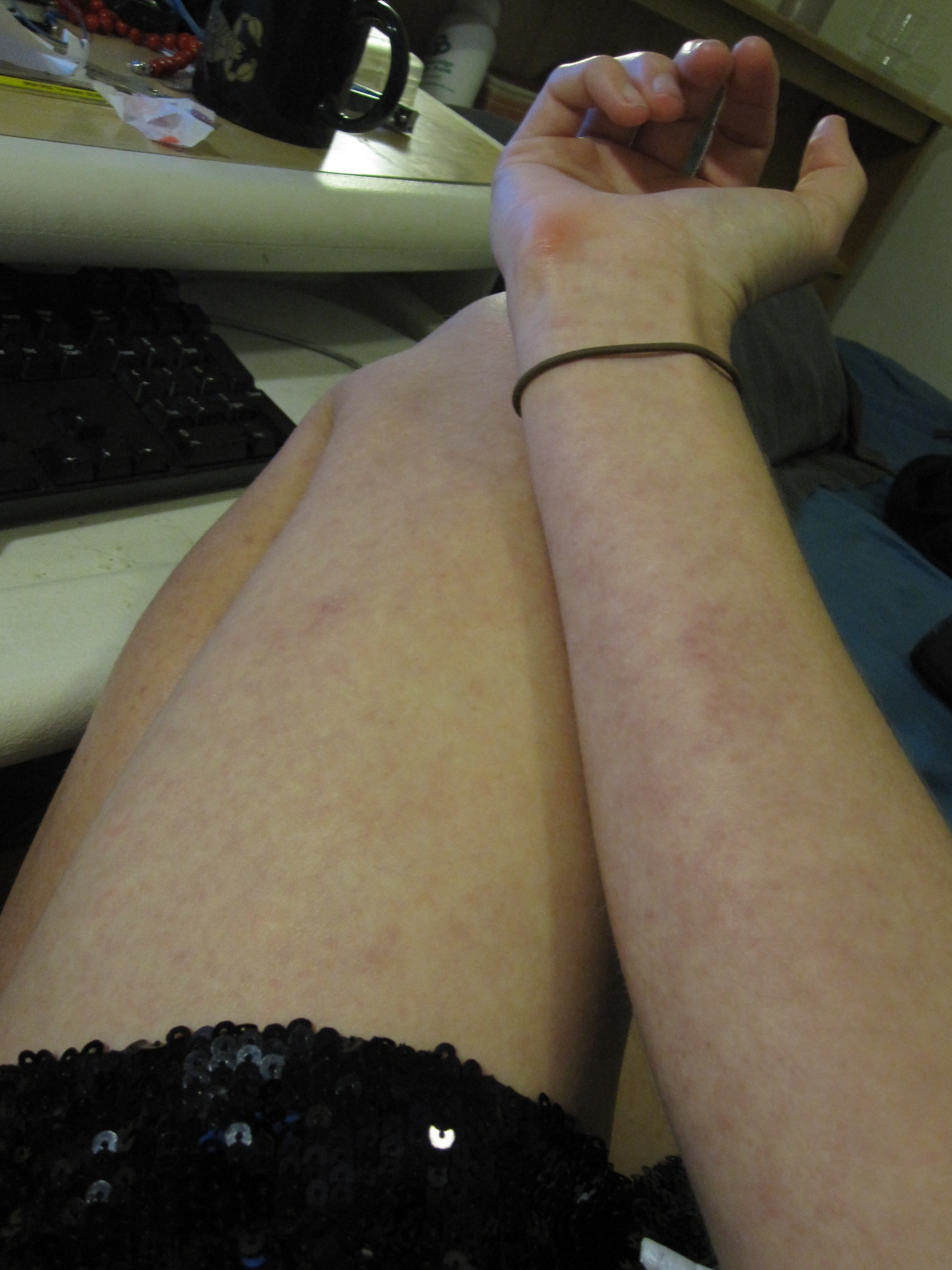
Рясні плямисто-папульозні висипання при гарячці денге на кінцівках.

Інкубаційний період триває від 3 до 15 днів (частіше 5—7 днів). Захворювання зазвичай починається раптово. Лише в окремих хворих за 6—10 год відзначають виразні продромальні явища у вигляді відчуття розбитості й головного болю. Звичайно серед повного здоров'я з'являються озноб, головний і ретроорбітальний біль, сильний біль у спині, крижах, хребті, суглобах (особливо колінних) — «костоломна гарячка». Саму гарячку спостерігають у всіх хворих, температура тіла швидко підвищується до 39—40 °C. Хворих турбує різка адинамія, анорексія, нудота, блювання, запаморочення, безсоння; у більшості хворих виявляють гіперемію і пастозність обличчя, ін'єкцію кон'юнктив, гіперемію ротоглотки.
Близько 80 % людей, інфікованих вірусом денге, не мають симптомів або ж ці симптоми є незначними. Приблизно 5 % інфікованих людей переносять цю хворобу тяжче. Серед них є й такі, життю яких загрожує ця хвороба.

### Класична гарячка
Перебігає сприятливо, хоча в окремих хворих (менше 1 %) може розвитися коматозний стан із зупинкою дихання. Для класичної гарячки денге характерна динаміка пульсу: спочатку він прискорений, потім із 2—3-го дня з'являється брадикардія до 40 уд/хв. У більшості хворих збільшені периферичні лімфатичні вузли. Виражені артралгія, міалгія і загальна м'язова ригідність ускладнюють пересування хворих. До кінця 3-ї доби температура тіла критично падає. Ремісія триває 1—3 дні, потім знову підвищується температура тіла і з'являються основні прояви хвороби. Однак це відбувається по-різному в різних людей. Через 2—3 дні температура тіла знижується. Загальна тривалість гарячки 2—9 днів. Характерний симптом денге — екзантема. Вона може з'явитися іноді під час першої гарячкової хвилі, частіше на другому етапі підвищення температури тіла, а, іноді, й в періоді апірексії після другої хвилі гарячки, на 6—7-й день хвороби. Однак у багатьох хворих гарячка денге може перебігати і без висипу. Екзантема відрізняється поліморфізмом. Частіше вона макулопапульозна (кореподібна), але може бути петехіальною, скарлатиноподібною (дрібноцятковою), уртикарною. Висипання рясні, сверблячі, спочатку з'являються на тулубі, потім поширюються на кінцівки, залишаючи після себе лущення. Елементи висипу зберігаються протягом 3—7 днів. Геморагічні явища спостерігають рідко у вигляді незначних носових кровотеч з носа чи ясен (у 1—2 % хворих). У періоді реконвалесценції тривалий час (до 4—8 тижнів) залишаються астенія, слабкість, зниження апетиту, безсоння, м'язовий і суглобовий біль.

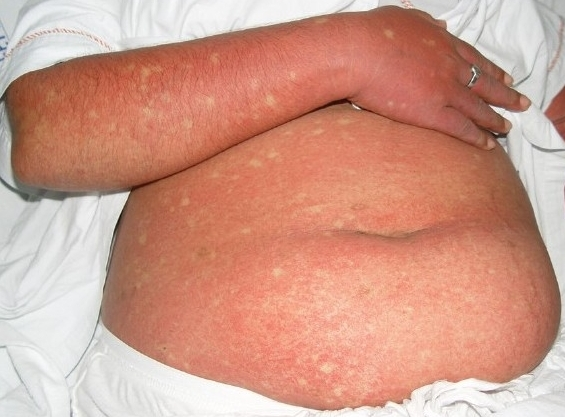
Висип при гарячці денге — «білі острови у червоному морі».

### Тяжка денге

##### Геморагічна гарячка
Чотири головні прояви характерні для цієї форми ураження при денге:
- висока гарячка;
- кровотеча;
- збільшення печінки;
- недостатність кровообігу.

Хвороба починається раптово, початковий період характеризується підвищенням температури тіла, кашлем, анорексією, нудотою, блюванням, болем у животі, іноді дуже сильним. Початковий період триває 2—4 дні. На відміну від класичного перебігу денге міалгії, артралгії, кістковий біль й ломота в тілі виникають рідко. Підвищується температура тіла до 39—41 °C, слизова ротоглотки гіперемована, пальпують збільшені лімфатичні вузли, печінка збільшена. У фазі розпалу стан хворого швидко погіршується, наростає слабкість. Протягом цього етапу у грудній клітці та черевній порожнині може накопичуватися рідина.

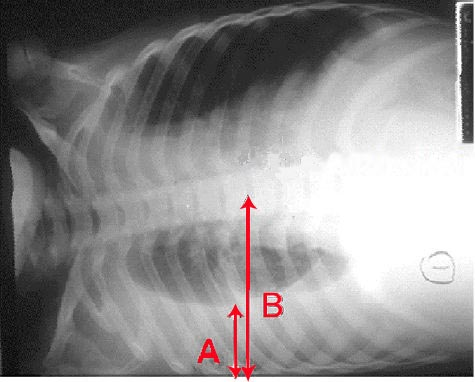
Накопичення рідини в легенях хворого на гарячку денге. Стрілка А показує рідину у правій плевральній порожнині. Стрілка B показує нормальну межу легенів в плевральній порожнині

Рідина продовжує депонуватися і в інших порожнинах, що призводить до гемодинамічних циркуляційних проблем. Ексудативний перикардит призводить до гострої серцевої недостатності. У хворих можуть відбуватися серйозні кровотечі, часто по типу шлунково-кишкових. Хворі, які пережили критичну фазу хвороби (період розпалу), швидко починають одужувати. Рецидивів хвороби не спостерігали.

##### Шоковий синдром
У 5 % хворих на геморагічну гарячку денге розвивається шоковий синдром. У період розпалу геморагічних проявів (на 2—7-й день) відзначають занепокоєння хворого, блідість обличчя, ціаноз губ, кінцівки у нього холодні та липкі. У половини хворих виявляють петехії, які локалізуються частіше на лобі та на дистальних ділянках кінцівок. Значно знижується артеріальний тиск, зменшуються пульсовий тиск, з'являються тахікардія, ціаноз кінцівок, з'являються патологічні рефлекси. Смерть частіше настає на 4—5-й день хвороби. Криваві блювотні маси, кома є прогностично несприятливими ознаками. Поширений ціаноз і генералізовані судоми знаменують собою термінальні прояви хвороби.

## Ускладнення та прогноз
При гарячці денге можуть розвиватися ускладнення. У 0,5—6 % тяжких випадків виникає енцефаліт, можливий гепатит. Також можуть розвинутися мієліт, синдром Гієна-Барре, зрідка міокардит, гостра печінкова недостатність.

## Діагностика

### Клінічна діагностика
У зв'язку з тим, що клінічні прояви денге, особливо на ранніх етапах, є не дуже специфічними, то були впроваджені певні критерії клінічної діагностики.

#### Клінічні критерії гарячки денге згідно Панамериканської організації охорони здоров'я
Так Панамериканська організація охорони здоров'я (ПООЗ) вважає, що для підозри на гарячку денге у хворого має бути гостра гарячка і щонайменше двох з таких симптомів:
- сильний головний біль;
- ретроорбітальний біль;
- лімфоаденопатія;
- тяжкі міалгії;
- кістковий біль, артралгії;
- характерний макуло-папульозний висип;
- геморагічні прояви;
- лейкопенія в загальному аналізі крові.

#### Клінічні критерії геморагічної гарячки денге
Геморагічна гарячка денге правомірна за наявності вищенаведеного і появі:
- позитивний турнікетний (себто джгутовий) тест;
- петехії, синці, пурпура;
- кровотеча з травного тракту (блювотиння з кров'ю або мелена);
- крововилив у місцях ін'єкцій;
- кровотечі з інших місць;
- тромбоцитопенія (<  100 000 клітин в 1 мкл);
- наявність витоку плазми крові внаслідок збільшення проникності кровоносних судин, що проявляється у вигляді одного або більше з такого:

- більш ніж на 20 % зростання середнього рівня гематокриту для певного віку і статі,
- більше ніж на 20 % зниження гематокриту після заміщення втрат рідини, у порівнянні з вихідним його показником,
- або наявність плевриту, асциту, гіпопротеїнемії.

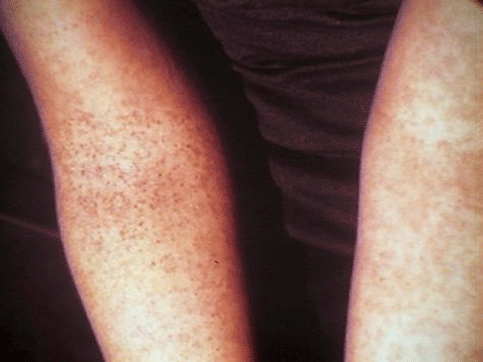
Позитивна турнікетна проба у хворого на геморагічну гарячку денге на його правій руці (ліва частина фото).

Для того, щоб зробити турнікетну пробу, медичний працівник обертає манжету для вимірювання кров'яного тиску (або накладає джгут) навколо руки людини і залишає її на 5 хвилин. Потім медичний працівник підраховує всі невеликі червоні плями на шкірі. Більша кількість плям там, де була манжета, означатиме, що людина має геморагічний синдром і, швидше за все, геморагічну гарячку денге.

#### Клінічні критерії шокового синдрому
Шоковий синдром діагностують у тих випадках, що відповідають усім зазначеним вище критеріям, і є свідчення грубих порушень гемодинаміки, такі як:
- швидкий, слабкий пульс;
- маленька різниця між систолічним і діастолічним тиском (пульсовий тиск) <20 мм рт. ст., з підвищеним периферичним судинним опором і діастолічним тиском;
- гіпотонія;
- холодна, липка шкіра;
- зміна психічного стану, хоча пацієнт на початку хвороби може і зберігати свідомість.

#### Клінічні критерії геморагічної гарячки згідно ВООЗ
ВООЗ вважає підозрілим на наявність геморагічної гарячки:
- гарячку тривалістю у 2—7 днів і, можливо, двофазну;
- геморагічні прояви (кровотечі зі слизової оболонки травної системи, блювання кров'ю або мелена, або позитивний турнікетний (джгутовий) тест, наявність петехій, синців у місцях ін'єкцій або пурпури);
- тромбоцитопенію (<100 000 клітин в 1 мкл);
- виток плазми (> 20 % зростання гематокриту від за віком і статтю/або зменшення гематокриту після відшкодування втрат; наявність плевриту чи асциту).

Шокові критерії ВООЗ збігаються з такими ПООЗ. Характерними змінами для гарячки денге в цілому у загальному аналізі крові є лейкопенія, лімфоцитоз, підвищення ШОЕ. Зміни інших лабораторних тестів визначаються формою хвороби, ступенем тяжкості тощо.

### Специфічна діагностика
Гарячку денге потрібно намагатися завжди підтвердити специфічними тестами:
- виділення вірусу з крові та інших рідин на культурах тканин або за допомогою лабораторних тварин (біологічний метод);
- застосування полімеразно-ланцюгової реакції (ПЛР) для виявлення в крові РНК вірусу денге;
- серологічні реакції — ІФА (з виявленням IgM), РПГА, реакція зв'язування комплементу (РЗК) тощо[29][51][63].

## Лікування

### Етіологічне лікування
На сьогодні не існує етіотропного противірусного лікування гарячки денге.

### Загальні заходи
Обов'язкова госпіталізація хворих в ізольовані палати (бокси), захищені від проникнення комарів у регіонах, де є небезпека подальшого передавання інфекції, з виділенням окремого інструментарію. Призначають суворий ліжковий режим, вітамінізовану, висококалорійну щадну дієту з урахуванням органної патології. Виняткове значення має догляд за хворим, ретельна оцінка динаміки клінічних і лабораторних показників.

### Патогенетичне лікування
Проводиться патогенетична і симптоматична терапія, яка включає:
- дезінтоксикаційні;
- протишокові;
- гемостатичні засоби;
- респіраторна підтримка;
- переливання одногрупної плазми або еритроцитарної маси (при масивних крововтратах);
- призначення діуретиків;
- корекція змін кислотно-основного балансу.

У світі проводять дослідження з створення противірусних препаратів для лікування гарячки денге і профілактики серйозних ускладнень у людей, однак результатів ще не отримано.

## Профілактика

### Загальні дії
На сьогодні не існує зареєстрованих вакцин від гарячки денге. Щоб запобігти зараженню ВООЗ пропонує контролювати популяцію комарів і захищати людей від їхніх укусів.
ВООЗ пропонує програму профілактики гарячки денге (так звана програма «Комплексного векторного управління»), яка складається з п'яти частин:
1. Поширення інформації, соціальна мобілізація та законодавство (закони) мають бути використані для укріплення організацій та спільнот охорони здоров'я.
2. Усі верстви суспільства мають співпрацювати. Це стосується державного сектору (тобто уряду), приватного сектору (наприклад, підприємств і корпорацій) та сфери охорони здоров'я.
3. Усі способи контролю захворювання мають бути інтегровані (або зібрані) в єдиний комплекс із тим, щоб наявні ресурси мали максимальний можливий ефект.
4. Рішення повинні прийматися на основі фактичних даних. Це допоможе переконатися, що заходи, вироблені для вирішення проблеми гарячки денге, є ефективними.
5. Регіонам, в яких поширена гарячка денге, має бути надана допомога задля того, щоб вони могли розвивати власні засоби для самостійної боротьби з хворобою[43].

### Боротьба з комарами
Денге зберігається і поширюється в тих регіонах світу, де щільність популяцій комарів Aedes є вищою від певного критичного рівня, необхідного для стійкої передачі хвороби. Заходи по боротьбі проводяться з метою зменшення щільності популяції комарів до досить низького рівня, достатнього аби перервати ланцюг передачі збудника хвороби.
У число важливих заходів боротьби входять:
- ліквідація місць виплоду переносника біля людських помешкань;
- обробка водойм інсектицидами залишкової дії;
- використання просочених перітрином сіток на вікнах, завіс із марлі на входах;
- застосування інсектицидних аерозолів, випарників;
- примусова вентиляція;
- протимоскітне покриття шкіри;
- просочування тканин одягу репелентами[43][45].

Потрібно спорожнювати відкриті ємності з водою для того, щоб комарі не могли відкладати яйця в них. Також можна використовувати біологічний контроль для зменшення популяції комарів у цих регіонах. Науковці вважають, що розприскування фосфорорганічних інсектицидів не дає потрібного ефекту. Слід позбутися водойм, калюж зі стоячою водою поблизу житла, оскільки вони приваблюють комарів і створюють умови для їх розмноження.
Багато простих засобів було впроваджено для контролю комарів. Деякі з них мали добрий ефект. Зокрема у стоячу воду можна запустити гуппі (Poecilia reticulata), гамбузію (Gambusia affinis, G. holbrooki) або веслоногих рачків (Copepoda) для того, щоб вони поїдали яйця та личинок комарів.

### Наукові дослідження для розробки ефективної профілактики
Науковці продовжують проводити дослідження для винайдення дієвих засобів профілактики і лікування гарячки денге. Також працюють над контролем популяції комарів, створенням вакцини і розробкою препаратів для боротьби з вірусом.

#### Вимоги до вакцини
Науковці продовжують працювати над створенням вакцини для захисту людей від усіх чотирьох типів вірусу денге. Деякі з них побоюються, що вакцина може збільшити ризик розвитку тяжкої хвороби через антитілозалежну активацію. Найкраща вакцина повинна мати кілька різних властивостей:
1. бути безпечною;
2. має діяти після однієї або двох ін'єкцій;
3. має захищати від усіх типів вірусу денге;
4. не повинна спричиняти антитілозалежну активацію, тобто породжувати геморагічну форму денге;
5. має бути такою, щоб її можна було легко транспортувати і тривало безпечно зберігати;
6. має бути недорогою і витратоефективною[67].

Кілька вакцин були випробувані в 2009 році. Науковці⁹ сподівалися, що перша вакцина (або перші вакцини) стануть комерційно доступними (з'являться у продажу) до 2015 року, однак цього не відбулося.

#### Перша вакцина проти гарячки денге
Але наприкінці 2015-го і на початку 2016 року, перша вакцина проти гарячки денге — «Денгваксія» (англ. Dengvaxia, CYD-TDV) фірми Санофі Пастер, була зареєстрована в декількох країнах для використання у осіб 9—45 років, які проживають в ендемічних по гарячці денге районах. Цей профілактичний засіб являє собою живу рекомбінантну тетравалентну (до всіх 4-х серотипів вірусу денге) вакцину, яку треба вводити 3-ма дозами за графіком 0/6/12 місяців. Стратегічна консультативна група експертів по імунізації вивчила характеристику вакцини Cyd-TDV у квітні 2016 року і рекомендувала країнам розглянути застосування цієї вакцини в національних або субнаціональних географічних умовах із високою поширеністю хвороби.. ВООЗ вважає, що цю вакцину слід застосовувати для попередження розвитку геморагічної денге, тому проти застосування її у тих осіб, які не мають в анамнезі даних про перенесення первинної атаки цієї хвороби.